# Arsène Henry
Arsène Saint-Charles Henry (14 septembre 1848, Limoges - 11 mars 1931, Paris 7e), est un haut fonctionnaire et diplomate français.

## Biographie
Fils de Jean-Baptiste Charles Henry, secrétaire général de la mairie de Limoges, il sert comme capitaine du 71e régiment de mobiles de la Haute-Vienne durant la guerre de 1870.
Avocat à la Cour d'appel de Paris le 25 janvier 1870, il rentre dans l'administration le 27 janvier 1873 comme auditeur au Conseil d'État. Nommé secrétaire général du département de la Gironde le 24 mai 1876, il est préfet de Lot-et-Garonne de 1877 à 1882, préfet du Loiret de 1882 à 1887, puis préfet des Alpes-Maritimes de 1887 à 1897.
Le 14 octobre 1897, il est nommé ambassadeur en Roumanie et reste sept ans à Bucarest. 
Il est directeur des consulats et des affaires commerciales du ministère des Affaires étrangères de 1904 à 1907.
Il est nommé ambassadeur en Suède en 1907.
Il est membre du Comité parisien de la Banque ottomane de 1911 à 1931 et administrateur de la  Banque de Syrie.

Gendre de Marc Montagut, il est le père de l'ambassadeur Charles Arsène-Henry et le beau-père de l'ambassadeur Henri Chassain de Marcilly et de Jean du Buit.

## Distinctions
- Grand officier de la Légion d'honneur (19 décembre 1904)[3]
- Officier d'académie

## Sources
- Pierre Henry, Histoire des préfets. Cent cinquante ans d'administration provinciale, 1800-1950, 1950
- Vincent Wright, Éric Anceau, Les préfets de Gambetta, 2007
- Les Étrangers en France: guide des sources d'archives publiques et privées : XIXe – XXe siècles, 2005
- Xavier Arsène-Henry, Rentrons, il se fait tard : Le long chemin d'un architecte, 1919-1998, 199
- Vingtième siècle, Numéros 99 à 100, 2008